# Белия камък (защитена местност)
Вижте пояснителната страница за други значения на Белия камък.
Белия камък е защитена местност в България. Намира се в землищата на селата Богданово и Варовник, област Бургас.
Защитената местност е с площ 450,8 ha. Обявена е на 7 август 1994 г. с цел опазване на естествените местообитания на защитени и редки видове птици, включени в Червената книга на България и в списъка на застрашените видове в Европа. Защитената местност попада в територията на защитената зона от Натура 2000 по директивата за птиците Западна Странджа.
В защитената местност се забраняват:
- убиване, улавяне, опръстеняване и безпокоене на гнездещите птици, разваляне на гнездата, събиране на яйца или малките им;
- строителство, разкриване на кариери и други дейности, с които се изменя естественият облик на местността или водният є режим;
- сечите, освен отгледни и санитарни;
- всякакви горскостопански мероприятия по време на размножителния период на птиците от 1 март до 31 юли;
- залесяване с неприсъщи за района видове;
- пашата на кози и свине.[1]